# Полемарх
Полемарх (polemos - рат, archon - вођа) била је војничка титула у старогрчким градовима.

## Историја
Титулу полемарх користили су разни градови античке Грчке. У Атини је постојао архонт полемарх и био је задужен за војне послове. Титула је током Грчко-персијских ратова замењена титулом стратега. У Спарти је титула полемарха уведена током Пелопонеског рата. Полемарх је управљао одредом мора кога је чинило 576 војника. 